# イイジマケン
イイジマ ケンは、静岡県富士宮市出身の音楽プロデューサー、ソングライター、編曲家。

## 提供作品
AIS
- 「こいしょ!!!」（編曲）
- 「Over The Future」（編曲）

アイドルネッサンス
- 「どかーん」（編曲）
- 「太陽と心臓」（編曲）
- 「初恋」（編曲）
- 「YOU」（編曲）
- 「Good day Sunshine」（編曲）
- 「ドカン行進曲 (己)」（編曲）
- 「夏の決心」（編曲・ギター・アコースティックギター・パーカッション）
- 「Happy Endで始めよう」（編曲・アコースティックギター・パーカッション）
- 「Dear, Summer Friend」（浜田ピエール裕介と共編曲・パーカッション・グロッケン）
- 「Funny Bunny」（編曲）
- 「Music Lovers」（編曲）
- 「シルエット」（編曲）
- 「君の知らない物語」（編曲・ギター・パーカッション）
- 「夏が来た!」（編曲）
- 「トラベラーズ・ハイ」（編曲・パーカッション）
- 「交感ノート」（編曲）
- 「Blue Love Letter」（編曲）
- 「5センチメンタル」（編曲）
- 「前髪」（編曲）
- 「雪が降る町」（編曲）
- 「Lucky」（編曲）
- 「ベステンダンク」（林憲一と共編曲）
- 「あの娘ぼくがロングシュート決めたらどんな顔するだろう」（編曲）
- 「タイム・トラベル」（編曲）
- 「STILL LOVE HER (失われた風景)」（編曲）
- 「金曜日のおはよう」（編曲）
- 「Yeah! Yeah! Yeah!」（編曲）
- 「エアプレイン」（編曲）

SKE48
- 「マンゴーNO.2」（作曲）

All Japan Goith
- 「OH! サマーゲーム」（作詞・作曲・編曲）
- 「応援歌」（作曲）

ジャニーズ事務所関連
- 関ジャニ∞
  - 「好きやねん、大阪。」（作詞・作曲）

- Hey! Say! 7
  - 「男前サンバ」（作詞・作曲）

Qwai
- 「sign」「メランコリー」ほか全作品(プロデュース)

SCANDAL
- 「少女S」（編曲）
- 「DAYDREAM」（編曲）
- 「マボロシナイト」（共作詞・作曲・編曲）（作詞はSCANDALと共作）

SUPER☆GiRLS
- 「いそいでアダム」（炭竃智弘と共作曲）

CROWN POP
- 「午後四時ごろの好きです」（作曲・編曲）
- 「POPPER TIME」（作詞・作曲・編曲）
- 「サマータイムルール」（作詞・作曲・編曲）
- 「手のひらに青空」（編曲）
- 「真っ白片思い」（作曲・編曲）
- 「Boot!!!」（作曲・編曲）
- 「光るラムネ」（作曲・編曲）
- 「横断歩道」（作曲・編曲）
- 「アンビバレント・ハイウェイ」（共作曲・共編曲）

ダウト
- 「ROMAN REVOLUTION」（編曲）
- 「蛍火」（編曲）
- 「バラ色の人生」（編曲）
- 「全身全霊LIVES」（ダウト、ピエールと共編曲）
- 「Rain man」（ダウト、ピエールと共編曲）
- 「富と名声」（ダウト、ピエールと共編曲）
- 「FESTA.」（ダウト、ピエールと共編曲）
- 「MUSIC NIPPON」（ダウト、ピエールと共編曲）
- 「最後の晩餐」（ダウト、ピエールと共編曲）
- 「素晴らしい世界」（ダウト、ピエールと共編曲）
- 「カウントダウン」（ダウト、ピエールと共編曲）
- 「BUDDHA COMPLEX」（ダウト、ピエールと共編曲）
- 「思ひ出港町」（ダウト、ピエールと共編曲）
- 「生にしがみつく」（ダウト、ピエールと共編曲）

辻希美
- 「ちび☆デビwル」（作詞・作曲・編曲）

テクマクジャンクション
- 「ソクラの憂鬱」（作曲・編曲）
- 「永遠のシェルター」（作曲・編曲）

the do-nuts
- 「アロハ日和」（作詞・作曲・編曲）
- 「マヒナビーチ」（作詞・作曲・編曲）
- 「渚のGO-GO GIRL!!」（作詞・作曲・編曲）
- 「パパには内緒で、、、」（作詞・作曲・編曲）
- 「よろしくDOぞ」（作詞・作曲・編曲）
- 「ワンダフル・ワン」（作詞・作曲・編曲）
- 「南の島からクリスマス」（作詞・作曲・編曲）
- 「お花見ビーナス」（作詞・作曲）
- 「恋する女の美徳ナリ」（作詞・作曲）
- 「ショッピン・ブギ」（作詞・作曲）
- 「2人の恋の大レース」（作詞・作曲）
- 「2人のイバショ☆　」（作詞・作曲・鈴木雅也と共編曲）
- 「おまかせ☆ロック」（作詞・作曲・編曲）

中ノ森BAND
- 「サテライト」（作詞・作曲・編曲）

ハロー!プロジェクト関連
- アンジュルム
  - 「汗かいてカルナバル」（作詞）
  - 「愛さえあればなんにもいらない」（作詞）
  - 「夢見た 15年」（作曲）
  - 「Survive～生きてく為に夢を見んだ」（作詞・作曲）
  - 「Forever Friend」（作詞・共作曲）（作曲は炭竃智弘と共作）
  - 「悠々閑々 gonna be alright!!」（作詞）

- こぶしファクトリー
  - 「バッチ来い青春!」（作詞・共作曲・プログラミング・ギター・タンバリン・トライアングル・コーラス）（作曲は炭竃智弘と共作）
  - 「急がば回れ」（炭竃智弘と共作曲）
  - 「明日テンキになあれ」（作詞・作曲・共編曲）（編曲は炭竃智弘と共同）

- Juice=Juice
  - 「Wonderful World」（作詞・作曲・パーカッション・コーラス）
  - 「Familia」（作詞）

- W
  - 「ちょい悪デビル」（作詞・作曲・編曲）

- つばきファクトリー
  - 「可能性のコンチェルト」（作詞）

- メロン記念日
  - 「あくまdeFAKE」（作詞・作曲・編曲・プログラミング・コーラス）
  - 「6月のサンシャイン」（作詞・作曲・編曲・プログラミング）

はるな愛
- 「えぇねんで」（作詞・作曲・編曲）

マーティ・フリードマン
- 「GIFT」（編曲・レコーディングディレクション）
- 「天城越え」（編曲・レコーディングディレクション）
- 「TSUNAMI」（編曲・レコーディングディレクション）

Marty Friedman＆Andrew W.K.
- 「牙」（編曲）
- 「BATTLE SCARS」（編曲）

光岡昌美
- 「届かない想い... 〜ロードanother story〜」（編曲）

遊助
- 「たんぽぽ」（共作曲・共編曲）（作曲は遊助、ピエール、編曲はピエールと共作）
- 「I'll try my best」（共作曲・共編曲）（ピエールと共作）

Lead
- 「Drive Alive」（作曲）

### アニメソング
ディーふらぐ!
- 「漢気フルコンボ」（作曲・ギター）

ぷちます! -プチ・アイドルマスター-
- 「ら♪ら♪ら♪わんだぁらんど」（作詞・作曲・共編曲）（編曲は村山シベリウス達彦と共作）
- 「あ・り・が・と YESTERDAYS」（作詞・作曲）
- 「TODAY with ME」（作詞・作曲・共編曲）（編曲は村山シベリウス達彦と共作）
- 「Maybe TOMORROW」（作詞・作曲・共編曲）（編曲は村山シベリウス達彦と共作）

ゆるゆり
- 「ゆりゆららららゆるゆり大事件」（作曲・共編曲）（編曲はピエールと共作）
- 「ゆるゆりI♥U」（作詞・共作曲・共編曲）（作曲と編曲は村山シベリウス達彦と共作）
- 「100%ちゅ〜学生」（共作詞・作曲・編曲・サウンドプロデュース）（作詞はsaeと共作）
- 「MY SWEET MEMORY」（サウンドプロデュース）
- 「ごらく部、愛と勇気と希望と友情のテーマ」（共作詞・作曲・共編曲）（作詞はsae、編曲は村山シベリウス達彦と共作）
- 「クールナンバー」（共作曲・共編曲）（作曲はピエール、編曲はピエール、村山シベリウス達彦と共作）
- 「ミラクるゆるくる1・2・3」（村山シベリウス達彦と共編曲）
- 「恋のダブルパンチ」（作詞・作曲・共編曲）（編曲はピエール、村山シベリウス達彦と共作）
- 「よしなしOKI☆DOKI」（作詞・作曲・共編曲）（編曲はピエール、村山シベリウス達彦と共作）
- 「じゃんぷ!」（作曲・編曲）

## 劇伴作品
ドラマ
- 陰陽少女

映画
- 心中エレジー

## その他
- ラジオ『RED RIBBON 2007』ジングル
- 第2回 日本DVシネマ大賞 音楽賞受賞